# Чен, Евгений Бернардович
Евгений Бернардович Чен (род. 8 мая 1934) — советский легкоатлет, советский и российский тренер, спортивный комментатор. Мастер спорта СССР.

## Биография
По происхождению наполовину китаец, хотя в Китае не жил никогда. Внук китайского дипломата Евгения Чена.
В лёгкую атлетику пришёл в 15 лет. Стал выступать в прыжках в длину и тройном прыжке. В 1952 году установил рекорд Советского Союза среди юниоров, прыгнув на 7 метров 20 сантиметров. С 1954 по 1962 год был членом сборной СССР. Участник Олимпийских игр в Мельбурне. В 1958 году установил мировое достижение в помещении в тройном прыжке – 15,66 м. Двукратный чемпион Спартакиады дружественных армий 1958 в прыжках в длину (7,68) и в тройном прыжке (15,71).
По окончании спортивной карьеры Евгений Чен работал тренером. Среди его известных воспитанников дочь Иоланда и Василий Горшков. Многие годы посвятил спортивной журналистике. С 1965 — журналист издания «Лёгкая атлетика», был его главным редактором. С 1995 года работал комментатором и экспертом на канале «Евроспорт».
Автор книг и справочников, посвящённых лёгкой атлетике.